# Cranioleuca muelleri
Cranioleuca muelleri е вид птица от семейство Furnariidae. Видът е застрашен от изчезване.

## Разпространение
Видът е разпространен в Бразилия.